# Internationaal hof

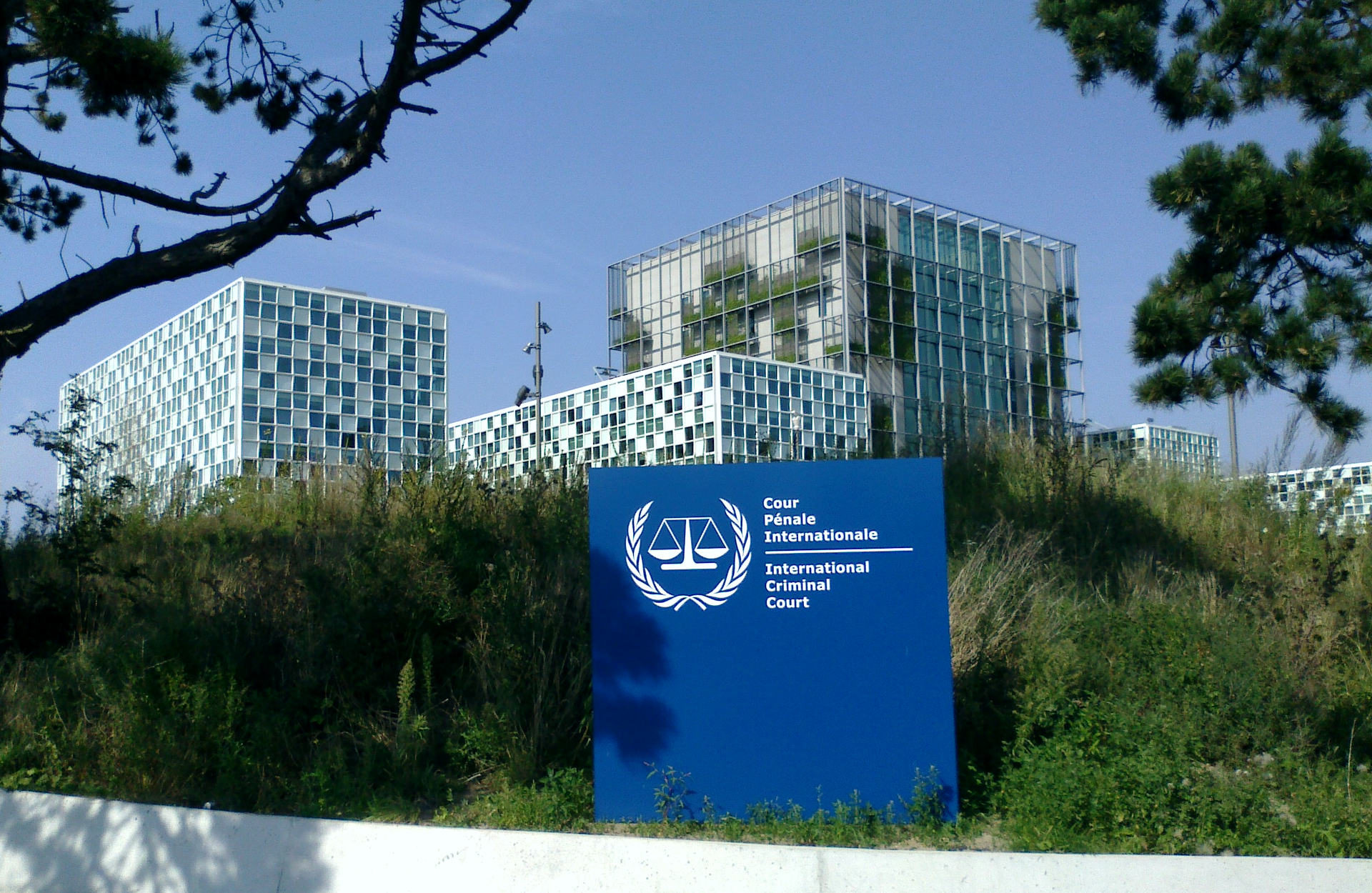
Het Internationaal Strafhof in Den Haag

Een internationaal hof of internationaal tribunaal is een rechtscollege met een internationale jurisdictie. Het heeft de bevoegdheid om recht te spreken over zaken van internationaal belang die meerdere leden van een groep van aangesloten landen betreft. Een aantal internationale hoven heeft een mondiale jurisdictie en kan recht spreken over ieder willekeurig land.
Het internationaal recht kent verschillende gerechtelijke organen die met de term hof aangeduid worden. De term tribunaal wordt vaak gebruikt om aan te geven dat het betreffende hof ad hoc is ingesteld en een tijdelijk karakter heeft. Daarnaast kent het internationaal recht ook zogenoemde hybride of geïnternationaliseerde (straf)hoven; deze hebben zowel nationale als internationale kenmerken en een gemengd rechtsprekend college, bestaande uit nationale en internationale rechters. Internationale hoven en tribunalen kunnen tot stand komen via een verdrag tussen Staten of volkenrechtelijke besluiten.

## Internationale hoven
| Internationaal hof | Werkterrein                                            | Ingesteld door                       | Hoofdzetel in                               | Jaren actief |
| --- | ------------------------------------------------------ | ------------------------------------ | ------------------------------------------- | ------------ |
| Internationaal Gerechtshof (ICJ) | Algemene geschillen wereldwijd                         | Verenigde Naties                     | Den Haag (Vredespaleis), Nederland          | 1945–heden   |
| Internationaal Strafhof (ICC) | Strafvervolging wereldwijd                             | Statuut van Rome                     | Den Haag, Nederland                         | 2002–heden   |
| Internationaal Zeerechttribunaal (ITLOS) | Zeerecht wereldwijd                                    | VN-Zeerechtverdrag (UNCLOS)          | Hamburg, Duitsland                          | 1996–heden   |
| Gerecht voor ambtenarenzaken van het Internationaal Monetair Fonds | Wereldwijd                                             | Internationaal Monetair Fonds        | Washington D.C., VS                         | 1994–heden   |
| Gerecht voor ambtenarenzaken van de Wereldbank | Wereldwijd                                             | Wereldbank                           | Washington D.C., VS                         | 1980–heden   |
| Hof van Arbitrage voor Sport | Geschillen in het sportrecht wereldwijd                | Internationaal Olympisch Comité      | Lausanne, Zwitserland                       | 1984–heden   |
| Internationaal Centrum voor Beslechting van Investeringsgeschillen | Investeerder-staatarbitrage wereldwijd                 | Wereldbank                           | Washington D.C., VS                         | 1966–heden   |
| Permanent Hof van Arbitrage | Geschillen tussen staten wereldwijd                    | Geschillenverdrag (1899)             | Den Haag (Vredespaleis), Nederland          | 1899–heden   |
| Permanent Hof van Internationale Justitie | Algemene geschillen wereldwijd                         | Volkenbond                           | Den Haag (Vredespaleis), Nederland          | 1920–1946    |
| PRIME Finance | Financiële transactiegeschillen wereldwijd             | Onafhankelijke non-profitorganisatie | Den Haag (Vredespaleis), Nederland          | 2012–heden   |
| Tribunaal inzake vorderingen tussen Iran en de Verenigde Staten (IUSCT) | Afhandeling Iraanse gijzelingscrisis tussen Iran en VS | Akkoorden van Algiers (1981)         | Den Haag, Nederland                         | 1981–heden   |
| Hof van Justitie van de Gemeenschappelijke Markt voor Oostelijk en Zuidelijk Afrika | Handelsrecht in Afrika                                 | COMESA                               | eerst: Lusaka, Zambia; nu: Khartoum, Soedan | 1994–heden   |
| Inter-Amerikaans Hof voor de Rechten van de Mens (CIDH) | Mensenrechten in de Amerika's                          | Organisatie van Amerikaanse Staten   | San José, Costa Rica                        | 1979–heden   |
| Benelux-Gerechtshof | Handelsrecht in de Benelux                             | Benelux Unie                         | Brussel, België                             | 1974–heden   |
| Internationaal Militair Tribunaal | Berechting kopstukken Nazi-Duitsland                   | Handvest van Neurenberg              | Neurenberg, Duitsland                       | 1945–1946    |
| Europees Hof voor de Rechten van de Mens (EHRM) | Mensenrechten in Europa                                | Raad van Europa                      | Straatsburg, Frankrijk                      | 1959–heden   |
| Hof van Justitie van de Europese Unie (CJEU) - Europees Hof van Justitie (ECJ, 1952–heden) - Gerecht (EGC, 1989–heden) - Gerecht voor ambtenarenzaken van de Europese Unie (2005–2016) | Recht van de Europese Unie                             | Europese Unie                        | Luxemburg, Luxemburg                        | 1952–heden   |
| Hof van de Europese Vrijhandelsassociatie (EVA-Hof) | Handelsrecht in Europa                                 | Europese Vrijhandelsassociatie       | Luxemburg, Luxemburg                        | 1994–heden   |
| Rwandatribunaal | Misdaden tijdens Rwandese genocide                     | Verenigde Naties                     | Arusha, Tanzania                            | 1994–2015    |
| Internationaal Restmechanisme voor Straftribunalen (MICT) | Afronding werk Rwandatribunaal en Joegoslaviëtribunaal | Verenigde Naties                     | Arusha, Tanzania en Den Haag, Nederland     | 2010–heden   |
| Joegoslaviëtribunaal (ICTY) | Misdaden tijdens Joegoslavische oorlogen               | Verenigde Naties                     | Den Haag, Nederland                         | 1993–2017    |

## Geïnternationaliseerde hoven
| Geïnternationaliseerd hof                              | Regio                 | Zetel in                        | Instelling van |
| ------------------------------------------------------ | --------------------- | ------------------------------- | -------------- |
| Bosnische oorlogsmisdadenkamer                         | Bosnië en Herzegovina | Sarajevo, Bosnië en Herzegovina |                |
| Oost-Timortribunaal                                    | Oost-Timor            | Dili, Oost-Timor                | UNTAET         |
| Regulation 64 panels                                   | Kosovo                | geheel Kosovo                   | UNMIK          |
| Restmechanisme voor het Speciaal Hof voor Sierra Leone | Sierra Leone          | Freetown, Sierra Leone          |                |
| Speciaal Hof voor Sierra Leone                         | Sierra Leone          | Freetown, Sierra Leone          |                |
| Speciaal Tribunaal voor Libanon                        | Libanon               | Leidschendam, Nederland         |                |